# Lino Facioli
Lino Facioli né Lino Schmidek Facioli est un acteur brésilien né le 29 juillet 2000 à Ribeirão Preto. Il réside à Londres depuis 2005.
Il est connu pour avoir incarné Robin Arryn dans la série télévisée Game of Thrones. Il incarne également Naples dans American Trip de Nicholas Stoller et Dex dans les saisons 2 et 3 de Sex Education.

## Biographie
Lino Facioli est né à au Brésil, dans une famille aux origines autrichiennes, portugaises, italiennes et allemandes. Son grand-père maternel, Werner Robert Schmidek était un immigré autrichien, né à Vienne, qui s'est installé au Brésil en 1960. Lorsque Lino a 4 ans, lui et ses parents s'installent au Royaume-Uni. 
En 2011, pendant 3 épisodes, il joue le rôle de Robin Arryn dans la série télévisée Le Trône de fer. On le retrouve en 2014, dans la saison 4, puis dans la saison 6 et il fait partie du casting de la saison 7, prévue pour 2017, et fait une brève apparition à la fin de la saison 8.
En 2019 il joue le rôle de Dex dans la saison 2 de Sex Education, intello faisant partie de l’équipe des Quiz Heads du lycée de Moordale ; il retrouvera son rôle lors de la saison 3, parue en 2021.

## Filmographie

### Cinéma
| Année | Titre         | Rôle   | Notes |
| ----- | ------------- | ------ | ----- |
| 2010  | American Trip | Naples |       |

### Télévision
| Année       | Titre           | Rôle        | Notes      |
| ----------- | --------------- | ----------- | ---------- |
| 2011 - 2019 | Le Trône de fer | Robin Arryn | 9 épisodes |
| 2019        | Sex Education   | Dex         | 5 épisodes |